# Апалиха (Ульяновская область)
Апалиха — село в Майнском районе Ульяновской области России. Входит в состав Выровского сельского поселения.

## География
Село находится в центральной части Ульяновской области, в зоне хвойно-широколиственных лесов, в пределах Приволжской возвышенности, на берегах реки Юшанки, на расстоянии примерно 21 километра (по прямой) к северо-востоку от Майны, административного центра района. Абсолютная высота — 151 метр над уровнем моря.
Климат
Климат характеризуется как умеренно континентальный, с тёплым летом и умеренно холодной зимой. Среднегодовая температура воздуха — 4 — 4,2 °С. Средняя температура воздуха самого тёплого месяца (июля) — 19,5 °C ; самого холодного (января) — −11,8 °C. Среднегодовое количество атмосферных осадков составляет 310—460 мм, из которых большая часть (242—313 мм) выпадает в тёплый период.
Часовой пояс
Село Апалиха, как и вся Ульяновская область, находится в часовой зоне МСК+1. Смещение применяемого времени относительно UTC составляет +4:00.

## История
Село возникло в конце XVII века, в 5 километрах южнее Симбирской черты. В 1691 году «синбирянам рейтарского строя» поручикам Дмитриевым в этих местах была пожалована вотчина, они и стали основателями села.
Здесь проживало «много пришельцев и опальных», ввиду этого оно и стало называться Опалихой.
Первоначально село называлась Покровским, по имени престола первой церкви. К 1772 году она обветшала и И. Г. Дмитриев построил новый деревянный однопрестольный храм «в честь своего ангела Ивана Богослова». В 1889 году она была перенесена ближе к селу и, на средства прихожан и доброхотных жертвователей, заново перестроена. и стала называться Иоанно-Богословская церковь. 
В 1780 году, при создании Симбирского наместничества, село Покровское оно ж Опалиха, при речке Юшанке, помещиковых крестьян, вошло в состав Тагайского уезда. С 1796 года — в Симбирском уезде Симбирской губернии.
В документах XIX века встречаются ещё название села — Ружевщина.
В 1859 году село Опалиха (Покровское), на Московском почтовом тракте из г. Симбирска, во 2-м стане Симбирского уезда Симбирской губернии, имелась церковь.
После реформы 1861 года село раздвоилось на 2 самостоятельных общества.
В 1861 году сюда «для водворения порядка между временообязанными крестьянами» была введена рота солдат. Новые крестьянские волнения прокатились весной 1862 года, когда из-за отказа отбывать барщину по уставной грамоте и принять предложенный им земельный надел в село была введена военная команда.
В сентябре 1897 года открылась церковно-приходская школа.
В 1920-х годах местные крестьяне организовали товарищество по совместной обработке земли (ТОЗ), затем, в 1930 году, объединились в колхоз «Красный путиловец».
В советское время село Опалиха было переименовано в Апалиха.

## Население
| 2010 |
| ---- |
| 20   |

Национальный состав
Согласно результатам переписи 2002 года, в национальной структуре населения русские составляли 100 % из 33 чел.

## Известные уроженцы, жители
- Узюков Николай Анисимович — советский государственный и партийный деятель.
- Назарий (Андреев) — епископ Русской православной церкви, служил в местной церкви.